# Jauch (Urner Geschlecht)
Jauch ist der Name eines alteingesessenen Geschlechts im Kanton Uri, das seit Ende des 14. Jahrhunderts nachgewiesen ist. Mitglieder des Geschlechts betätigten sich als Militärunternehmer in königlich-spanischen sowie neapolitanisch-sizilianischen Diensten und erlangten politische Bedeutung in der Schweiz.
Landvogt Hans Jauch (vor 1500–1568) errang 1531 als Führer der Vorhut des Heeres der katholischen Orte den Sieg in der Schlacht bei Kappel, in welcher der Schweizer Reformator Huldrych Zwingli fiel.

## Altdorfer Stamm
Hans Jauchs Kinder verbanden sich mit vornehmen Urner Familien. Sebastian Heinrich Jauch (1650–1708) wurde 1707 zum Landesstatthalter gewählt und liess sich in Altdorf nieder. Dieser Zweig stieg zu einer der führenden Urner Familien auf.

## Militärunternehmer in königlich-spanischen Diensten
Sebastian Heinrich Jauchs Sohn Johann Sebastian Jauch (1674–1731) war 1721 Landvogt zu Sargans und 1729–1731 Landesstatthalter und 1731 Landammann. Er betätigte sich als Söldnerführer und besas Kompanien in spanischen Diensten in den Regimentern von Salis und Bessler.
Hauptartikel → Regiment Bessler
Die Söhne von Johann Sebastian Jauch waren Johann Joseph Anton Jauch (1714–1780), Oberstleutnant in spanischen Diensten, Karl Josef Jauch (1728–1783), zunächst Hauptmann in spanischen Diensten, 1780 Landammann sowie Joseph Stephan Jauch (1724–1801), 1755–68 Landessäckelmeister, 1768–70 Landammann. 1770–71 und 1787–88 Landvogt im Thurgau.
Carlos Maria Jauch (1806–1890), Sohn des Hauptmanns in spanischen Diensten Joseph Leonz Jauch, war seit 1874 Generalkapitän von Aragonien und Mitglied des obersten Kriegs- und Marinegerichtes.

## Militärunternehmer in neapolitanisch-sizilianischen Diensten
Hauptartikel → Schweizer Regiment Jauch
Johann Sebastian Jauchs Bruder Karl Franz Jauch (1679–1743) besass das in spanischen Diensten stehende Regiment Bessler. Als Don Carlos 1735 als Karl VII. zum König von Neapel und Sizilien gekrönt wurde, hob er auf Bitten des Königs ein Regiment für neapolitanische Dienste aus. Er war seit 1739 Brigadier. Er war 1740 der bedeutendste Urner Militärunternehmer.
Sohn Karl Franz Jauchs war Karl Florian Jauch (1712–1780), der das neapolitanische Regiment seines Vaters erbte und 1776 Generalleutnant wurde. Dessen Sohn Karl Eduard Jauch (1759–1802) erbte zunächst das Regiment und wurde dann Feldmarschall des Königreichs Beider Sizilien.

## Weitere Familienmitglieder
Emanuel Jauch (1759–1805) war Baumwollunternehmer. Er nahm 1802 als Gesandter Uris an der Consulta in Paris teil, 1803 leitete er die Einführung der Mediationsverfassung in Uri.
Franz Jauch (1807–1867) wurde 1848 Bundesrichter.
Giovanni Jauch (1806–1877) war u. a. 1848–51 und 1855–72 Nationalrat, 1847 Oberst im Sonderbundskrieg, Präsident der Tessiner Nationalbank, 1855 Staatsrat und Staatssekretär.
Pater Jakob Josef Jauch (1802–59), in Russland geboren und von Kardinälen und Bischöfen gefördert, betätigte sich 1852–56 im liechtensteinischen Balzers als Landwirtschaftspionier, war Feldprediger und ist als Textdichter der liechtensteinischen Nationalhymne «Oben am jungen Rhein» bekannt geworden.

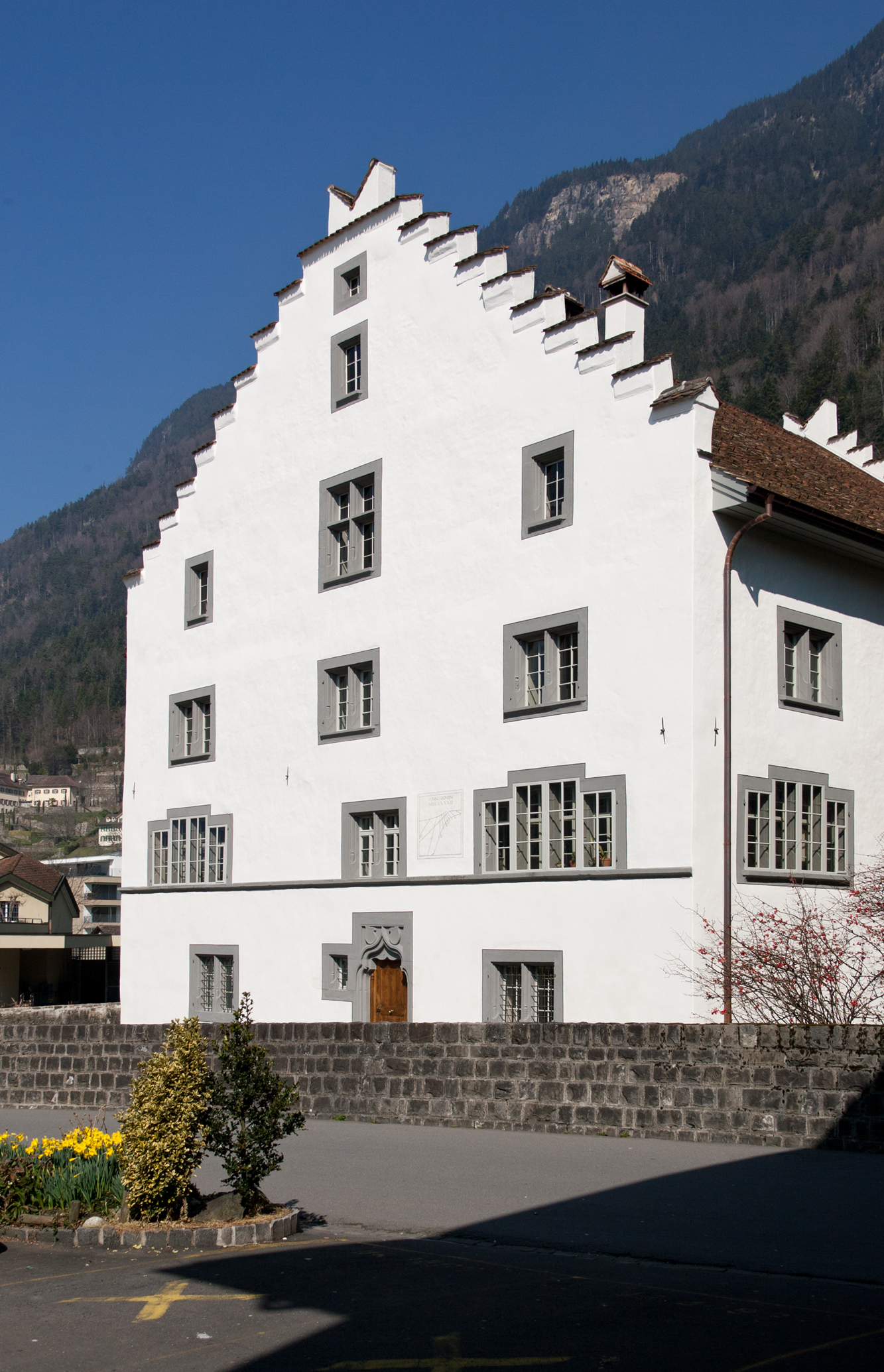
Haus Jauch in Altdorf UR

## Das Jauchsche Haus in Altdorf
Das 1550 erbaute Haus wurde 1725 von dem damaligen Landvogt zu Sargans Johann Sebastian Jauch (1674–1731) erworben. Es gilt als das älteste und kunst- und kulturhistorisch wertvollste Bürgerhaus im Kanton Uri. (→ Vgl. Liste der Kulturgüter in Altdorf UR)
Nachdem der russische General Alexander Wassiljewitsch Suworow 1799 im Zweiten Koalitionskrieg auf seinem Rückzug durch die Schweiz den Gotthardpass von den Franzosen erobert hatte, nahm er u. a. Quartier im Jauchschen Haus in Altdorf, das seitdem auch Suworow-Haus genannt wird. Das Haus liegt an der Via Suworow, einem Schweizer Kulturwanderweg, der den historischen Spuren des russischen Generals Suworow bei seinem Feldzug im Herbst 1799 über die Schweizer Alpen folgt.
Die Liegenschaft ist heute im Besitz der Stiftung Karl Jauch.

## Namensherkunft
Der Name Jauch wird urnerdeutsch Jäuch ausgesprochen. Der Vokal geht damit auf mittelhochdeutsch ou (nicht û) zurück. Im Namen könnte deshalb eine Kurzform zu Joachim oder eine Ableitung vom Verb mittelhochdeutsch jouchen «jagen, treiben» vorliegen.